# Трофим (Татарников)
Инок Трофим (в миру Леонид Иванович Татарников; 4 февраля 1954, посёлок Даган, Тулунский район, Иркутская область — 18 апреля 1993, Оптина пустынь) — монах Русской православной церкви, один из трёх монахов, убитых в Оптиной пустыни в пасхальное утро 1993 года (двое других — иеромонах Василий (Росляков) и инок Ферапонт (Пушкарёв)).

## Биография

### Семья
Прадед инока по материнской линии, Кузьма Захарович, был верующим человеком. До революции он служил в Москве при дворе Николая II. После событий 1917 года, спасаясь от преследований советской власти, переехал с семьей сначала в Белоруссию, а затем в Сибирь. Родители инока, Иван Николаевич и Нина Андреевна Татарниковы, поселились в небольшом сибирском посёлке Даган. Здесь у них и родился старший сын и будущий монах Оптиной пустыни.

### Детство
Вскоре после рождения сына отец был призван на военную службу, а мать с ребёнком переехала к своей маме, где осталась жить до возвращения мужа. Ребёнок был очень беспокойным, постоянно плакал. Однако после крещения — с именем Леонид, в честь мученика Леонида, пострадавшего в Коринфе, на удивление плакать перестал.

### Юношество
Весной 1972 года Леонид был призван в армию. Службу проходил в Читинской области, в танковых войсках. По окончании службы вернулся домой и устроился на работу в Сахалинское рыболовство. Также занимался художественной фотографией, работал фотокорреспондентом в местной газете. Работал сапожником, скотником, пожарным. Затем уехал к дяде на Алтай, в Бийск.
В Бийске впервые начал ходить на службу — в кафедральный Успенский собор. Вскоре устроился пономарём в соборе. Начал вести дневник, в который записывал понравившиеся ему святоотеческие поучения. Говорил,

Кто любит истину, тот становится другом Божиим. Надобно позаботиться приобрести любовь к молитве, трезвенный ум, бодренную мысль, чистую совесть, всегдашнее воздержание, усердный пост, нелицемерную любовь, истинную чистоту, нескверное целомудрие, нельстивое смирение.

### Оптина пустынь
В августе 1990 года вместе с группой бийских паломников Леонид впервые приехал в Оптину пустынь, в которой остался послушником. В обители выполнял различные послушания: был скотником, пономарём, заведовал паломнической гостиницей, работал в просфорне, нес послушание кладовщика на складе инструментов, затем был механиком и работал на хозяйственой технике, был звонарём, переплётчиком книг, чинил часы.
27 февраля 1991 года, на праздник Торжества Православия, был одет в подрясник, а 25 сентября 1991 года — пострижен в иночество с именем Трофим (в честь апостола Трофима, память которого празднуется 15/28 апреля).

### Мученическая кончина
В 6 часов утра, ранним пасхальным утром 18 апреля 1993 года, после литургии, закончившейся в 5 часов 10 минут, иноки Трофим и Ферапонт отправились на звонницу славить Воскресение Христово. Тут же, на звоннице, спустя несколько минут ударом кинжала в спину был убит инок Ферапонт. Следом таким же образом был убит инок Трофим. Спустя несколько минут недалеко от звонницы убийца, Николай Аверин, также ударил кинжалом в спину иеромонаха Василия, который скончался спустя час от полученной раны.